# Botanophila cuspidata
Botanophila cuspidata este o specie de muște din genul Botanophila, familia Anthomyiidae. A fost descrisă pentru prima dată de Collin în anul 1967. Conform Catalogue of Life specia Botanophila cuspidata nu are subspecii cunoscute.